# هوغو رينولد
هوغو رينولد (بالألمانية: Hugo Reinhold)‏ هو ملحن وعازف بيانو نمساوي، ولد في 3 مارس 1854 في فيينا في النمسا، وتوفي في 4 سبتمبر 1935.

## وصلات خارجية
- هوغو رينولد على موقع ميوزك برينز (الإنجليزية)
- هوغو رينولد على موقع ديسكوغز (الإنجليزية)